# Ptilinopus huttoni
Ptilinopus huttoni é uma espécie de ave da família Columbidae.
É endémica da Polinésia Francesa.
Os seus habitats naturais são: florestas subtropicais ou tropicais húmidas de baixa altitude.
Está ameaçada por perda de habitat. It is one of the fifty most rare birds in the world. htm